# Istiblennius spilotus
Istiblennius spilotus és una espècie de peix de la família dels blènnids i de l'ordre dels perciformes.

## Morfologia
- Els mascles poden assolir 14 cm de longitud total.[1][2]

## Reproducció
És ovípar.

## Hàbitat
És un peix marí de clima tropical.

## Distribució geogràfica
Es troba des del Pakistan i el Golf d'Oman fins a KwaZulu-Natal (Sud-àfrica), Madagascar i Reunió.